# Waidacher Forst

Lage des gemeindefreien Gebiets Lindenhardter Forst-Nordwest im Landkreis Bayreuth

Das gemeindefreie Gebiet Waidacher Forst liegt im oberfränkischen Landkreis Bayreuth. Es liegt in der Gemarkung Waidacher Forst (Gemarkungsteil 1).

## Geographie
Der 6,42 km² große Staatsforst liegt zwischen Pottenstein, Betzenstein, Obertrubach und Gößweinstein. Das Gebiet ist weitestgehend bewaldet. Es besteht aus zwei ähnlich großen Gebietsteilen, die durch einen rund 54 bis 1000 Meter breiten Streifen der Gemarkung Leienfels der Gemeinde Pottenstein voneinander getrennt sind. Der östliche Gebietsteil ist historisch der Distrikt VI Schoen und der westliche der Distrikt VII Schwarz-Holz.

## Gliederung
Die beiden Distrikte untergliedern sich historisch in folgende Forstabteilungen:
| Distrikt VI Schoen (östlicher Gebietsteil) | Distrikt VII Schwarz-Holz (westlicher Gebietsteil) |
| --- | --- |
| - Abteilung 1 Glaswiese Lage - Abteilung 2 Haderholz Lage - Abteilung 4 Pragara (Bragara) Lage - Abteilung 5 Regethalerleite Lage - Abteilung 6 Mark Lage - Abteilung 7 Marderfalle Lage - Abteilung 8 Hutweide Lage - Abteilung 9 Birkel Lage - Abteilung 10 Schwarzholz Lage - Abteilung 11 Schötterlein Lage | - Abteilung 1 Dachsbau - Abteilung 2 Binsenhüll - Abteilung 3 Schlepp - Abteilung 4 Buchenberg - Abteilung 5 Weidenhüllerkohlstätte - Abteilung 6 Bleystein - Abteilung 7 Schafloch |